# 太平洋電線電纜

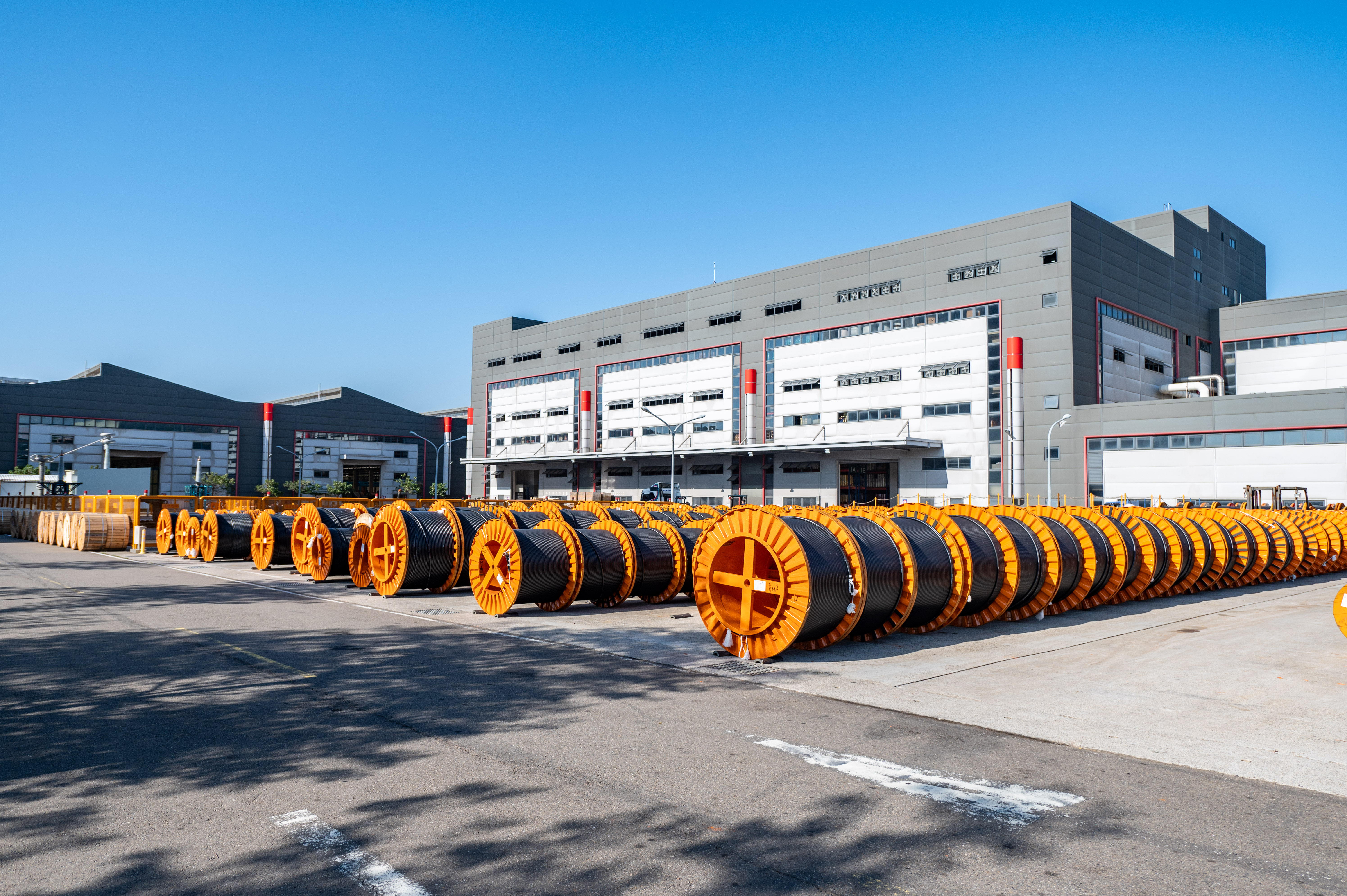
太平洋電線電纜桃園楊梅廠

太平洋電線電纜股份有限公司（臺證所：1602），簡稱太電、PEWC，台灣電線電纜製造公司，前身為太平洋電線製造廠，由孫法民等人於1950年4月14日於台北市創立，是台灣第一間電線電纜製造公司。以太電公司為核心，經由轉投資與多角化經營後，形成太平洋電線電纜集團（簡稱太電集團）。太電集團轉投資的事業，包括台灣固網、太平洋世代直播（太平洋衛視）、台灣高速鐵路公司、台灣大哥大等。

## 簡介

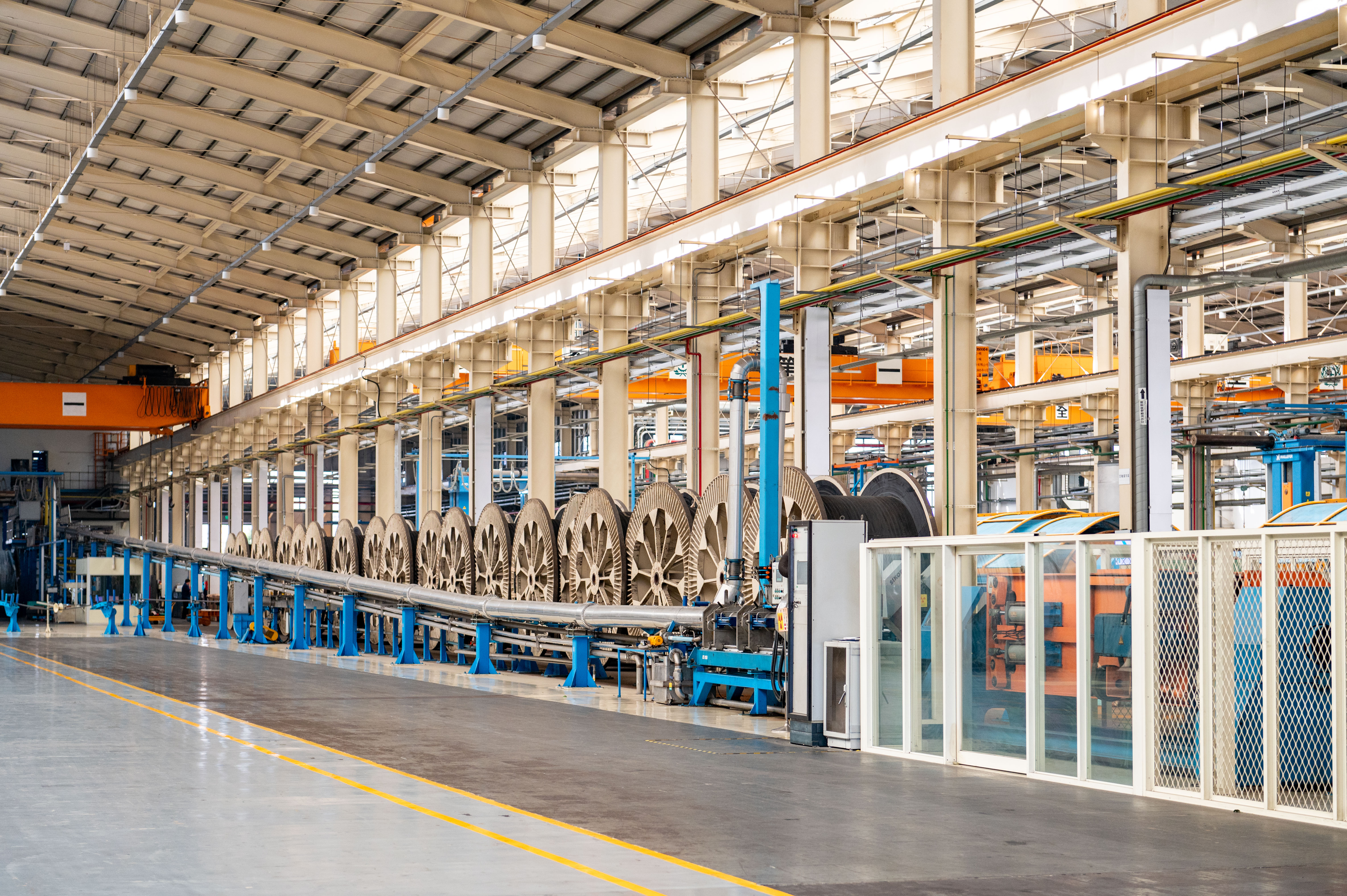
廠房內部電纜製造設備

1950年4月14日，太平洋電線製造廠建廠於台北市，為台灣首家電線電纜廠；1957年12月30日擴充改組為太平洋電線電纜股份有限公司，為台灣地區最大之電線電纜製造廠之一；1963年成為台灣第一家股票上市之電線電纜公司。
太電生產部門共有兩個生產廠：分別為桃園大溪廠及桃園楊梅廠。大溪廠占地約113,000坪，主要生產電力電纜、通信電纜、光纜、裸銅線、裸鋁線等各類線種；楊梅廠占地約32,075坪，主要生產漆包線、電子線、電力電纜等線種。營業部門設有營業總處下設；一處(電力/通信)、二處(市售電力/通信)、三處(電子/漆包)、四處(銅線/鋁線)、及五處(市場處)等五處以為推廣國內外之業務，北中南分別設有辦事處負責營銷業務。
太電向來扮演配合基礎設施建設，多年來穩定發展並朝多角化、國際化等面向經營，其他轉投資亦跨足遍及交通建設、光電及創投等領域。

## 歷史
在第二次世界大戰期間，孫法民於1933年在天津創立「永光電線廠」。1948年，因國共內戰，孫法民至台灣，買下一間碳酸鈣廠作為永光電線廠的工廠。隨著戰事升溫，永光電線廠在中國大陸的員工及設備陸續來到台灣。1950年，孫法民結束永光電線廠。1950年4月14日，孫法民、焦廷標、李玉田、李鴻文、鄭乙丑、仝迓東、苑景堯等人集資創立「太平洋電線製造廠」，於台北市建廠。1957年12月30日，太平洋電線製造廠改組為「太平洋電線電纜股份有限公司」，成為台灣最大的電線電纜公司。
1963年，太電在臺灣證券交易所股票上市。1966年，太電開始往海外市場發展，投資新加坡新馬電纜公司。1971年，在泰國設立中泰電線電纜公司。此外，先後投資成立太平洋汽車貨運、太平洋建設及華新麗華等公司，進行多角化經營，形成太電集團。
1986年，孫法民退休，其長子孫道存接任總經理，仝玉潔接任董事長。由孫道存、李超群、鄭超群、苑竣唐、仝玉潔等第二代成員，代表創始的五大家族，主導太電董事會。章民強家族的太平洋建設集團和焦廷標家族的華新麗華集團則與太電集團分離。
孫道存接任後積極推動太電集團轉型進入電信與高科技領域。1990年開始，太電接連標下新加坡、泰國與香港的固網標案。1993年，太電集團投資參與摩托羅拉主導的銥計劃。1994年，太電集資標下台灣的CT2執照。1997年2月，由太電集團發起集合其他財團資本，成立太平洋電信（台灣大哥大前身），標下交通部釋出的GSM（2G）執照，由孫道存出任董事長。經由太平洋電信，太電亦投資台灣高速鐵路公司與台灣固網。

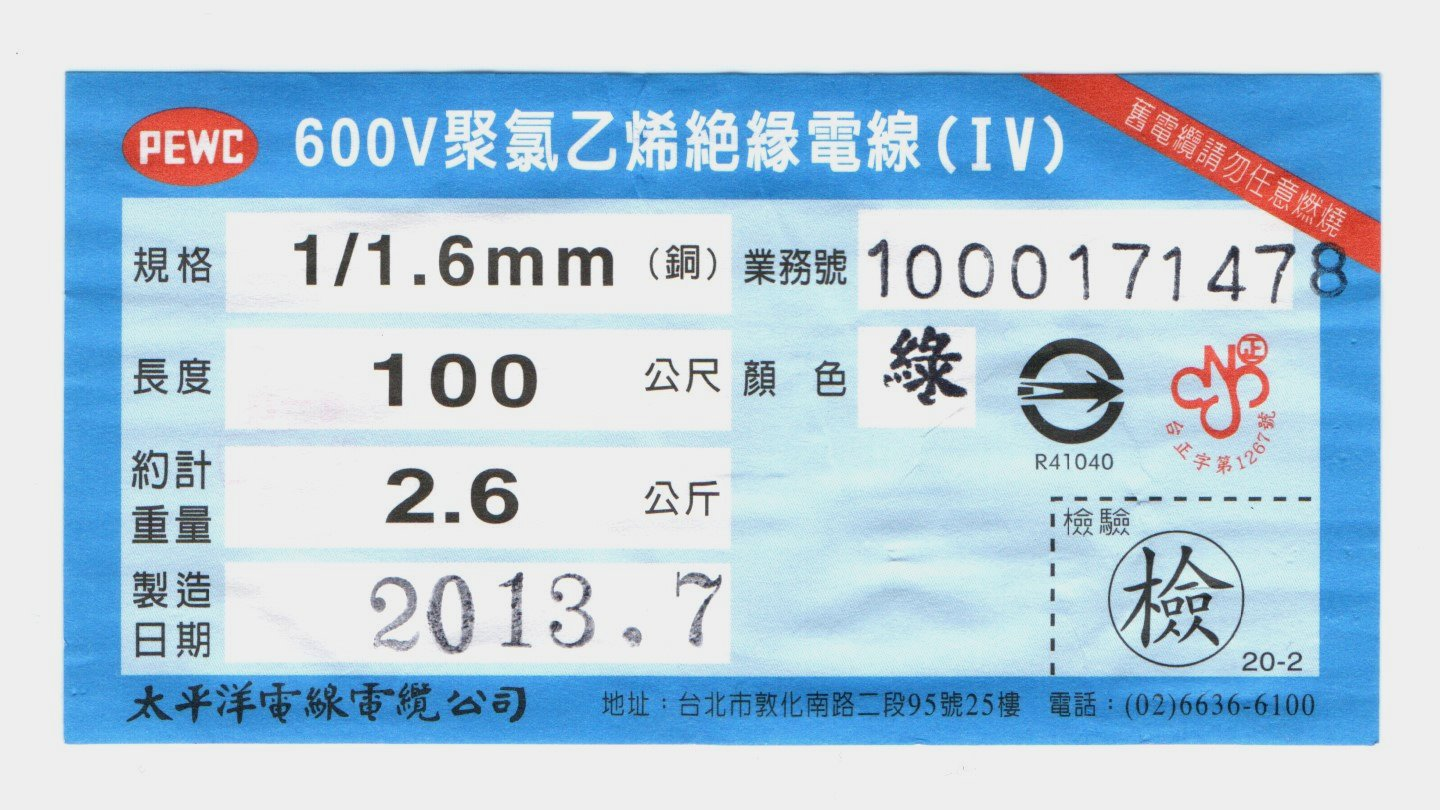
太平洋電線電纜600V聚氯乙烯絕緣電線規格標籤

1997年，太電整合海外子公司成立「亞太電線電纜」（Asia Pacific Wire & Cable Corporation Limited）作為控股公司，在美國紐約證交所上市。
2001年，仝玉潔退休，孫道存轉任董事長，仝玉潔的兒子仝清筠任總經理。5月23日，太電出清手中持有太平洋世代直播股票。
2003年底，太電爆發虧損，孫道亨接任總經理。2004年初，太電爆發掏空案，苑竣唐接任董事長。

## 近況
2016年，太電與彰化銀行等八家銀行簽署新台幣80億元聯貸合約，用於償還全體協商機制內債權金融機構借款；並在10月解除債權債務協商及支應購料週轉金，透過「借新還舊」取得更便宜的利率，以期改善公司財務狀況。
2017年，太電十七年來首度配發股息新台幣0.15元。太電表示，重新上市一直都是公司的規劃，只是條件尚未達到，還有許多挑戰需要一一克服。知情人士認為，太電淨值、資產均已回復，因此銀行願意聯貸，代表太電終於「走出加護病房」。太電總經理孫道亨接受媒體專訪。

## 相關企業

### 投資業
- 太合投資

## 太電掏空案
1994年開始，時任太電財務長胡洪九、董事長仝玉潔與總經理孫道存等人在香港設立「中俊企業有限公司」（CRE），以太電名義虛設子公司進行借貸，由太電作為擔保，中俊企業作為債權人，透過債權取得太電資金，所得資金再透過海外帳戶洗錢。這些資金流向不明，亦有部份資金以海外投資公司的名義購入台灣茂矽電子與茂德科技的股票。
2003年，太電被發現有新台幣三百億元虧損，引起債權銀行關注。同年9月24日，首度遭台北地檢署檢察官朱應翔搜索調查 。董事長改由仝清筠接任，孫道存則改任副董事長。在孫道存資金不足的情況下，富邦集團蔡萬才家族透過法律途徑，取得台灣大哥大、台灣固網與泛亞電信等公司的經營權，並由富邦集團蔡明忠接任台灣大哥大董事長，宏碁集團黃少華代理台灣固網董事長。同年12月4日，孫道存聯合太電其他四大家族董事逼退仝清筠，由頂好企業董事長李超群接任太電董事長，其弟孫道亨接任總經理 。
2004年初，掏空案爆發，太電前後任董事長仝玉潔、孫道存、仝清筠（仝玉潔之子）及胡洪九等人被限制出境。同年2月24日，李超群轉任總裁，董事長由苑竣唐接任，太電股票下市，並改為公開發行公司。11月8日，台北地檢署傳訊仝玉潔、仝清筠、孫道存及胡洪九四人。胡洪九遭檢方聲押獲准，仝清筠則獲2000萬元交保，仝玉潔、孫道存皆以500萬元交保。12月16日，北檢將胡洪九、孫道存、仝清筠、仝玉潔、秘書黃靜琳、太平洋光電副董事長繆竹怡等6人起訴。胡洪九遭求刑20年，認定掏空太電資產高達新台幣206億元。
2005年8月29日，台北地方法院裁定胡洪九以1億5000萬元交保。
2010年，台北地院一審，胡洪九依業務侵占罪判刑18年、併科罰金10億元，孫道存偽造文書罪判刑4年。此外，民事部份，法院判決孫道存等人應賠償太電新台幣140億元，孫道存宣告個人破產。
2016年3月29日，高院二審，改判胡洪九14年半、罰金10億元，孫道存判3年。孫道存在一審時作證，否認曾參與太電香港子公司太豐行的決策。同案被告胡洪九認為孫道存陳述不實，提告偽證。
2017年8月31日，纏訟十三年的掏空案由最高法院判決定讞，孫道存遭判刑3年，胡洪九遭判刑14年6個月。同年9月，孫道存、胡洪九入監服刑
。
2018年3月，孫道存轉至八德外役監服刑。6月26日，台北地院就孫道存遭起訴偽證罪，一審判決無罪，仍可上訴。

## 外部連結
- 官方网站